# Östra Oxtjärnen, Ångermanland
Östra Oxtjärnen är en sjö i Kramfors kommun i Ångermanland och ingår i Ångermanälven-Gådeåns kustområde.